# Championnat d'Israël de football 1986-1987
Navigation
Championnat d'Israël 1985-1986 Championnat d'Israël 1987-1988
Le Championnat d'Israël de football 1986-1987 est la 35e édition de ce championnat.

## Classement[1]
| Rang | Équipe               | Pts | J  | G  | N  | P  | Bp | Bc | Diff |
| ---- | -------------------- | --- | -- | -- | -- | -- | -- | -- | ---- |
| 1    | Betar Jérusalem      | 66  | 30 | 19 | 9  | 2  | 59 | 27 | +32  |
| 2    | Bnei Yehoudah        | 51  | 30 | 11 | 18 | 1  | 37 | 25 | +12  |
| 3    | Maccabi Tel-Aviv     | 47  | 30 | 12 | 11 | 7  | 43 | 25 | +18  |
| 4    | Hapoël Lod           | 45  | 30 | 11 | 12 | 7  | 35 | 21 | +14  |
| 5    | Shimshon Tel-Aviv    | 45  | 30 | 10 | 15 | 5  | 33 | 20 | +13  |
| 6    | Maccabi Petah-Tikvah | 45  | 30 | 11 | 12 | 7  | 29 | 21 | +8   |
| 7    | Maccabi Netanya      | 44  | 30 | 12 | 8  | 10 | 30 | 30 | 0    |
| 8    | Hapoël Kfar Sabah    | 42  | 30 | 11 | 9  | 10 | 44 | 40 | +4   |
| 9    | Maccabi Haïfa        | 39  | 30 | 9  | 12 | 9  | 35 | 28 | +7   |
| 10   | Hapoël Petah-Tikvah  | 38  | 30 | 9  | 11 | 10 | 31 | 30 | +1   |
| 11   | Hapoël Beer-Sheva    | 36  | 30 | 7  | 15 | 8  | 20 | 19 | +1   |
| 12   | Hapoël Tel-Aviv      | 34  | 30 | 6  | 16 | 8  | 20 | 22 | -2   |
| 13   | Beitar Tel-Aviv      | 34  | 30 | 7  | 13 | 10 | 33 | 39 | -6   |
| 14   | Maccabi Yavne        | 30  | 30 | 6  | 12 | 12 | 28 | 35 | -7   |
| 15   | Maccabi Jaffa        | 22  | 30 | 4  | 10 | 16 | 23 | 48 | -25  |
| 16   | Beitar Netanya       | 10  | 30 | 3  | 1  | 26 | 22 | 92 | -70  |

|  | Champion |
|  | Relégué  |

## Bilan de la saison
| Tableau d'Honneur                |                  |
| Compétition                      | Vainqueur        |
| Championnat d'Israël de football | Betar Jérusalem  |
| Coupe d'Israël de football       | Maccabi Tel-Aviv |

| Promotions et relégations |                                            |
| Relégués en Liga Leumit   | Maccabi Yavne Maccabi Jaffa Beitar Netanya |
| Promus en Ligat ha'Al     | Hapoël Tsafririm Holon                     |